# Bec-de-Mortagne
Bec-de-Mortagne é uma comuna francesa na região administrativa da Normandia, no departamento de Sena Marítimo. Estende-se por uma área de 12 km². Em 2010 a comuna tinha 665 habitantes (densidade: 55,4 hab./km²).